# MF.7 (航空機)

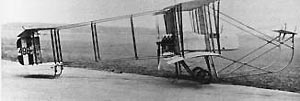
モーリス・ファルマン MF.7

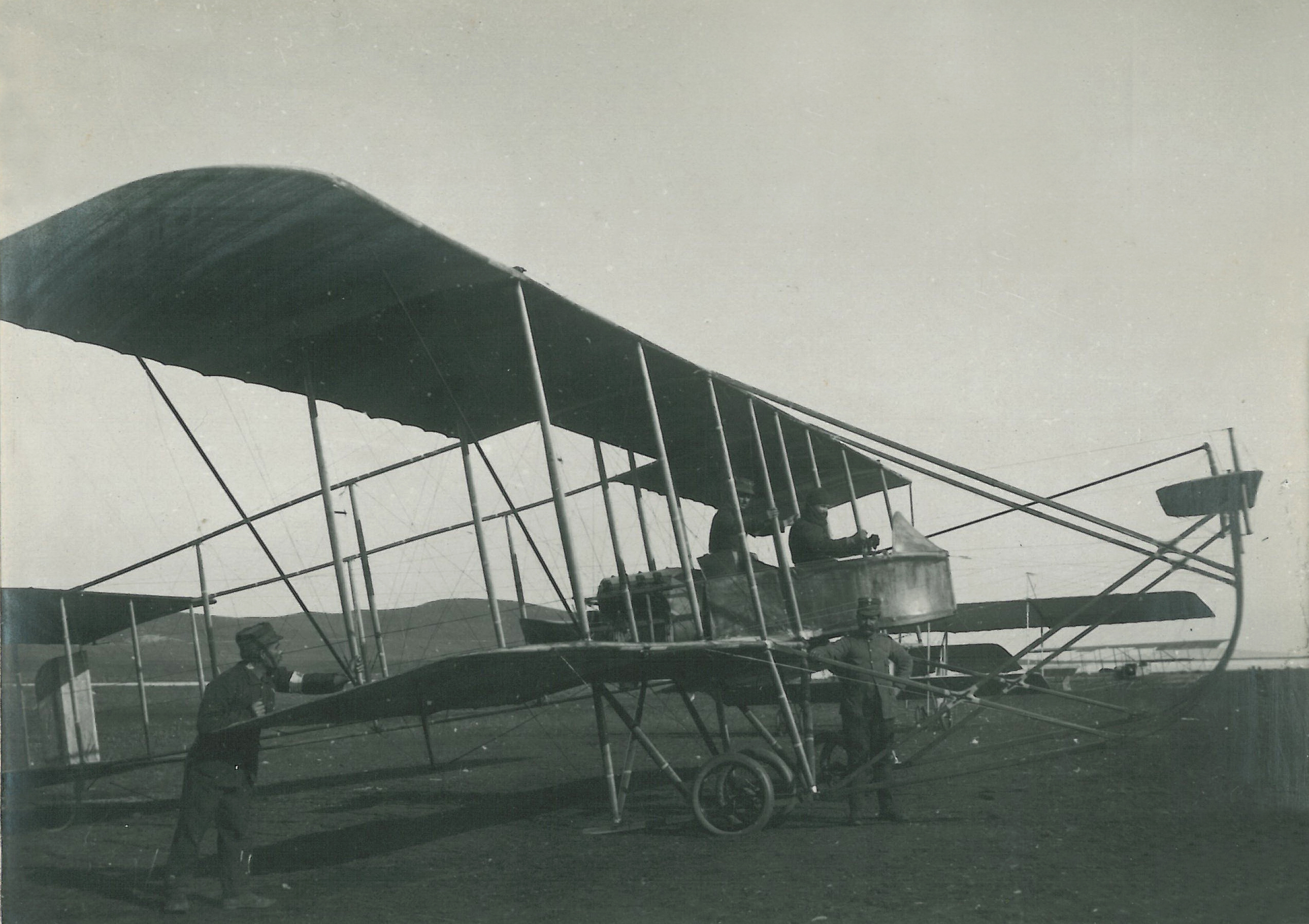
1912年12月でプレベザでの複葉機 MF.7 ロングホーン、

モーリス・ファルマン MF.7（Maurice Farman MF.7）は、第一次世界大戦期のフランスの偵察・爆撃機である。設計者はモーリス・ファルマン。初飛行は1912年。

## 概要
本機は、前翼と尾翼が前後に付き、単発のプロペラは後ろ向きの推進式という、単発複葉機である。安定性の高い機体だったため、多数の国に多用途機として広く採用された。前方に大きく突き出した前翼支持用のブームからイギリスでは「ロングホーン」、日本では「丁髷」というあだ名がつけられた。第一次世界大戦開戦時にはフランス、イギリスが装備していたが、航空機の発展が著しい当時にあっては既に低性能であったため、MF.11と交代して、早期に前線から退き練習機として用いられた。

## 日本での運用
陸軍は1913年（大正2年）にモーリス・ファルマン式1913年型飛行機として4機を輸入し、その後、東京砲兵工廠および臨時軍用気球研究会が国産化し23機を生産した。これらはモ式三年型飛行機あるいはモ式三型飛行機とも呼ばれた。また、1914年（大正3年）には墜落した1機を臨時軍用気球研究会が前方昇降舵を廃する形で改造再製し、会式三年型飛行機と称した。
海軍も浮舟型を購入してモーリス・ファルマン式小型水上機（モ式イ号水上機）として制式採用し、横須賀海軍工廠で国産化もなされた。1914年には青島攻略戦に陸軍機が参加し、ドイツのエトリッヒ タウベと遭遇したが、偵察員が軽機関銃や拳銃を持ち込んだもののあまりの性能差のため空戦にすらならなかったという。
陸軍機はモ式四型と交代し退役。海軍機はモ式大型水上機購入後も練習機として使用され、横廠式イ号甲型水上練習機と替わり退役した。

## 性能諸元
- 乗員：2名
- 全長：12.00 m
- 全幅：15.50 m
- 全高：3.45 m
- 自重：580 kg
- 全備重量：855 kg
- 発動機：ルノー 8B V型8気筒70馬力 × 1
- 最大速度：95 km/h
- 実用上昇限度：4,000 m
- 航続時間：3時間15分

## 保存機
- ル・ブルジェ航空宇宙博物館
- ノルウェー科学技術博物館